# Kickxia hartlii
Kickxia hartlii är en grobladsväxtart som först beskrevs av Betsche, och fick sitt nu gällande namn av Heller. Kickxia hartlii ingår i släktet spjutsporrar, och familjen grobladsväxter. Inga underarter finns listade i Catalogue of Life.